# Ülby (rzeka)
Ülby (ros. Ульба́ = Ulba) – rzeka w północno-wschodnim Kazachstanie, prawy dopływ Irtyszu. Długość - 100 km, powierzchnia zlewni - 4990 km², średni przepływ - 100 m³/s. Reżim mieszany z przewagą śnieżnego. 
Ülby powstaje z połączenia rzek Gromietucha i Ticha w zachodnim Ałtaju. Płynie na południowy zachód i uchodzi do Irtyszu koło miasta Öskemen. Zamarza w grudniu, rozmarza w kwietniu. Ulbińska Elektrownia Wodna koło miejscowości Ülby.